# Йеленспергер, Даниэль
Даниэль Йеленспергер (нем. Daniel Jelensperger; 1 апреля 1799, Мюлуз — 30 мая 1831, Париж) — французский музыковед
 эльзасского происхождения.
Работал в Оффенбахе и Мюнхене литографом. Затем, проявив определённую склонность к музыке, был приглашён в Париж для участия в некотором музыкальном ансамбле, однако этот коллектив так и не состоялся, и юный Йеленспергер некоторое время зарабатывал на жизнь настройкой фортепиано. Одновременно изучал гармонию и композицию под руководством Антона Рейхи, делая значительные успехи, так что Рейха пригласил его ассистентом в свой класс в Парижской консерватории, затем Йеленспергер получил должность адъюнкт-профессора. В 1820 г. по рекомендации Рейхи занял место управляющего в созданном несколькими парижскими музыкантами музыкальном издательстве Zetter et Cie. Помимо прочего, Йеленспергер был редактором важнейшего труда своего учителя, «Трактата о высшей музыкальной композиции» (фр. Traité de haute composition musicale; 1824—1826), а также учебника игры на валторне Л. Ф. Допра и других музыковедческих и педагогических работ. Перевёл с немецкого учебник фортепианной игры Иоганна Непомука Гуммеля и учебник хорового пения Августа Фердинанда Хезера, который, в свою очередь, перевёл на немецкий язык главный труд самого Йеленспергера — книгу «Гармония в начале XIX века» (фр. L'harmonie au commencement du dix-neuvième siècle; 1830, немецкое издание 1833), лежащую в большей степени в русле идей немецких теоретиков (в частности, аббата Фоглера).